# Grote of Sint-Maartenkerk (Hallum)
De Grote of Sint-Maartenkerk is een kerkgebouw in Hallum in de Nederlandse provincie Friesland. De kerk is een rijksmonument.

## Beschrijving
De kerk was oorspronkelijk gewijd aan Martinus van Tours. Het romanogotische schip met spitsboogvensters uit de 13e eeuw heeft een noordelijke aanbouw met muurfragmenten van tufsteen (12e eeuw) en een dakruiter, de zogenaamde lytse toer. In 1464 werd tijdens de strijd tussem de Schieringers en Vetkopers de toren in brand gestoken. De zuidelijke aanbouw (15e eeuw) werd later ingericht als grafkapel en consistoriekamer. In de 18e eeuw kreeg de kerk steunberen. In 1806 werd de ingestorte (1804) zadeldaktoren herbouwd (gevelsteen boven ingang toren) met een ingesnoerde spits. In de toren hangt een klok (1542) van klokkengieters Geert van Wou en Johan ter Steghe en een kleinere klok (1648) van Jacob Noteman. De vijfzijdige koorsluiting (14e eeuw) is in 1865 vernieuwd naar plannen van B. Gelders.
Het interieur wordt gedekt door een houten tongewelf uit de 16e eeuw. In de kerk bevinden zich drie overhuifde herenbanken uit de 17e eeuw, een preekstoel (1773) gemaakt door Willem Groeneveld met snijwerk van Dirk Embderveld en rouwborden voor Gijsbert Arendsma van Idsinga (1760) en voor grietman van Wymbritseradeel Duco Martena van Burmania (1775). Tijdens de Franse tijd doet de zuidelijke aanbouw dienst als Garde du Corps. Het orgel uit 1811 is gemaakt door Albertus van Gruisen en is in 1871 uitgebreid door Willem Hardorff. Het verving een orgel van Albertus Antoni Hinsz dat in 1804 bij het instorten van de toren en de westgevel verloren ging. 